# Kallithéa (ort i Grekland, Mellersta Makedonien, Chalkidike)
Kallithéa (Kallithea) är en ort i Grekland.   Den ligger i prefekturen Chalkidike och regionen Mellersta Makedonien, i den nordöstra delen av landet, 230 km norr om huvudstaden Aten. Kallithéa ligger 37 meter över havet och antalet invånare är 1 179.
Terrängen runt Kallithéa är platt åt nordväst, men åt sydost är den kuperad. Havet är nära Kallithéa åt nordost.  Närmaste större samhälle är Kassandra, 4,0 km sydväst om Kallithéa. Trakten runt Kallithéa består till största delen av jordbruksmark.